# مانويل هيريك
مانويل هيريك هو سياسي أمريكي، ولد في 20 سبتمبر 1876 في بيري في الولايات المتحدة، وتوفي في 11 يناير 1952 في كوينسي في الولايات المتحدة. نشط حزبياً في الحزب الجمهوري. وقد انتخب عضو مجلس النواب الأمريكي ‏.